# Torneo Uncaf Sub-17 de 2007
El Torneo Uncaf Sub-17 de 2007 fue un torneo que reunió a cinco países centroamericanos con sede en Belice.

## Equipos participantes
| Equipos participantes | Equipos participantes | Equipos participantes |
| --------------------- | --------------------- | --------------------- |
| Costa Rica            | Belice                | Guatemala             |
| Panamá                | El Salvador           |                       |

## Desarrollo

### Tabla de posiciones
| Pos. | Selección   | Pts. | PJ | PG | PE | PP | GF | GC |
| ---- | ----------- | ---- | -- | -- | -- | -- | -- | -- |
| 1.   | El Salvador | 8    | 4  | 2  | 2  | 0  | 9  | 2  |
| 2.   | Costa Rica  | 6    | 4  | 1  | 3  | 0  | 13 | 3  |
| 3.   | Panamá      | 6    | 4  | 1  | 3  | 0  | 6  | 2  |
| 4.   | Guatemala   | 5    | 4  | 1  | 2  | 1  | 5  | 5  |
| 5.   | Belice      | 0    | 4  | 0  | 0  | 4  | 3  | 24 |

| Fecha                    | Lugar            |             |                        | Resultado |                        |             |
| ------------------------ | ---------------- | ----------- | ---------------------- | --------- | ---------------------- | ----------- |
| 13 de febrero de 2006    | Ciudad de Belice | Guatemala   | Bandera de Guatemala   | 0:3       | Bandera de El Salvador | El Salvador |
| 19 de septiembre de 2007 | Ciudad de Belice | Guatemala   | Bandera de Guatemala   | 0:1       | Bandera de El Salvador | El Salvador |
| 19 de septiembre de 2007 | Ciudad de Belice | Belice      | Bandera de Belice      | 1:5       | Bandera de Panamá      | Panamá      |
| 20 de septiembre de 2007 | Ciudad de Belice | Panamá      | Bandera de Panamá      | 1:1       | Bandera de El Salvador | El Salvador |
| 20 de septiembre de 2007 | Ciudad de Belice | Costa Rica  | Bandera de Costa Rica  | 2:2       | Bandera de Guatemala   | Guatemala   |
| 21 de septiembre de 2007 | Ciudad de Belice | El Salvador | Bandera de El Salvador | 1:1       | Bandera de Costa Rica  | Costa Rica  |
| 21 de septiembre de 2007 | Ciudad de Belice | Belice      | Bandera de Belice      | 2:3       | Bandera de El Salvador | El Salvador |
| 22 de septiembre de 2007 | Ciudad de Belice | Guatemala   | Bandera de Guatemala   | 0:0       | Bandera de Panamá      | Panamá      |
| 22 de septiembre de 2007 | Ciudad de Belice | Costa Rica  | Bandera de Costa Rica  | 10:0      | Bandera de Belice      | Belice      |
| 23 de septiembre de 2007 | Ciudad de Belice | Panamá      | Bandera de Panamá      | 0:0       | Bandera de Costa Rica  | Costa Rica  |
| 23 de septiembre de 2007 | Ciudad de Belice | Belice      | Bandera de Belice      | 0:6       | Bandera de El Salvador | El Salvador |